# NGC 1316C
NGC 1316C (другие обозначения — ESO 357-27, MCG -6-8-12, FCC 33, PGC 12769) — линзообразная галактика (S0) в созвездии Печь.
Этот объект не входит в число перечисленных в оригинальной редакции «Нового общего каталога» и был добавлен позднее.
Галактика NGC 1316C входит в состав группы галактик NGC 1316. Помимо NGC 1316C в группу также входят ещё 22 галактики.